# Hopliancistrus tricornis
Hopliancistrus tricornis är en fiskart som beskrevs av Isaac J.H. Isbrücker och Nijssen, 1989. Hopliancistrus tricornis ingår i släktet Hopliancistrus och familjen Loricariidae. Inga underarter finns listade i Catalogue of Life.